# Ithysia
Ithysia är ett släkte av fjärilar. Ithysia ingår i familjen mätare.
Kladogram enligt Catalogue of Life:
| Ithysia | \| \| Ithysia pravaria \| \| \| \| \| \| Ithysia pravata \| \| \| \| |
|         | \| \| Ithysia pravaria \| \| \| \| \| \| Ithysia pravata \| \| \| \| |
|         | Ithysia pravaria                                                     |
|         |                                                                      |
|         | Ithysia pravata                                                      |
|         |                                                                      |